# Pete de Freitas
Pete de Freitas, född 2 augusti 1961 i Port of Spain, Trinidad och Tobago, död 14 juni 1989, var en musiker och producent, mest känd som trummis i Echo & the Bunnymen från 1980 till 1989. Han avled i en motorcykelolycka.